# Sunao Tawara

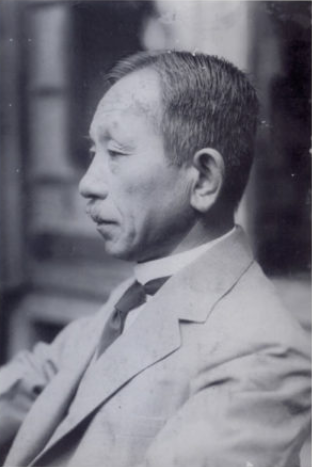
Tawara Sunao (omstreeks 1920)

Sunao Tawara (田原淳, Tawara Sunao; Oita, 5 juli 1873–19 januari 1952) was een Japanse patholoog, die beroemd geworden is door zijn ontdekkingen aan het specifieke geleidingssysteem van het hart.

## Biografie
Tawara werd geboren in Nakajima (district Higashikunisaki) op het Japanse eiland Kyushu. Hij leerde Engels en Duits in Tokio, en studeerde van 1898 tot 1901 geneeskunde aan de Keizerlijke Universiteit van Tokio. Daarna werkte hij als assistent aan de afdelingen huidziekten en interne geneeskunde. In januari 1903 reisde de toen dertigjarige Tawara naar Duitsland. Na een kort verblijf in Berlijn trok hij, op aanraden van zijn landgenoot Keisaku Kukubo, naar Marburg, om zich daar aan het Pathologisch Instituut van Professor Ludwig Aschoff verder te bekwamen in de pathologie en pathologische anatomie. Gedurende de drie jaar die hij daar doorbracht deed hij zijn belangrijkste ontdekkingen.
In 1906 werd Tawara benoemd tot buitengewoon hoogleraar in de Pathologie aan de Medische Hogeschool van Fukuoka, die in 1911 opging in de Universiteit van Kyushu. In 1908 promoveerde hij aan de Universiteit van Tokio, waarna hij werd benoemd tot gewoon hoogleraar in de Pathologie. Hij bleef tot aan zijn emeritaat
in 1933 aan de universiteit van Kyushu werken, de laatste drie jaar als decaan van de Medische faculteit.
Tawara was een bescheiden man, die weinig sprak over zijn ontdekkingen, die van onschatbare waarde zijn geweest voor de ontwikkeling van de cardiologie.

## Werk
Op verzoek van zijn begeleider, Prof. Ludwig Aschoff, bestudeerde Tawara de histologie van spiercellen in het hart. De studie werd ingegeven door de observatie dat in de harten van overleden patiënten met hartfalen soms bundels van spiercellen werden gevonden waarin weinig myofibrillen aanwezig waren. Door het bestuderen van gezonde (dieren)harten toonde Tawara aan dat deze cellen geenszins een pathologisch verschijnsel waren: Ze vormen een speciaal type dat nu bekendstaat als "purkinjecellen", naar Jan Evangelista Purkinje, die ze eerder beschreven had. Dankzij het werk van Tawara weten we nu dat deze cellen onderdeel zijn van het specifieke geleidingssysteem van het hart, dat de elektrische activatie die voorafgaat aan de mechanische contractie snel geleidt over de spier van de hartkamers. Tawara gaf verder een nauwkeurige beschrijving van de atrioventriculaire knoop (AV-knoop), ontdekte de twee takken van de bundel van His, en liet zien dat AV-knoop, bundel van His, bundeltakken, en purkinjevezels één netwerk vormen, met een boomachtige structuur. Zijn werk toonde tevens aan dat de AV-knoop normaliter de enige weg is waarlangs de elektrische activatie, die in de hartboezems begint, de kamers kan bereiken.
De bevindingen van Tawara zijn gepubliceerd in het boek Das Reizleitungssystem des Säugetierherzens, later vertaald in het Japans en in het Engels als The Conduction System of the Mammalian Heart.

## Naar Tawara vernoemd
De twee takken waarin de bundel van His zich splitst worden soms de "bundels van Tawara"
genoemd.
De atrioventriculaire knoop (AV-knoop) wordt ook wel de "knoop van Aschoff-Tawara" of "aschoff-tawaraknoop" genoemd.